# Gabinet Martina Van Burena
Gabinet Martina Van Burena – został powołany i zaprzysiężony w 1837.

## Skład
| Departament/Funkcja | Zdjęcie | Imię i nazwisko    | Kadencja  |
| ------------------- | ------- | ------------------ | --------- |
| Prezydent           |         | Martin Van Buren   | 1837-1841 |
| Wiceprezydent       |         | Richard Johnson    | 1837-1841 |
| Sekretarz stanu     |         | John Forsyth       | 1837–1841 |
| Wojna               |         | Joel R. Poinset    | 1837-1841 |
| Skarb               |         | Levi Woodbury      | 1837-1841 |
| Sprawiedliwość      |         | Benjamin F. Butler | 1837-1838 |
|                     |         | Felix Grundy       | 1838–1840 |
|                     |         | Henry D. Gilpin    | 1840-1841 |
| Poczta              |         | Amos Kendall       | 1837–1840 |
|                     |         | John M. Niles      | 1840-1841 |
| Marynarka wojenna   |         | Mahlon Dickerson   | 1837–1838 |
|                     |         | James K. Paulding  | 1838-1841 |